# Ciśnieniomierz laserowy
Ciśnieniomierz laserowy – urządzenie laserowe do pomiaru ciśnień w gazach. W tego typu miernikach używane są m.in. lasery barwnikowe oraz argonowe.

## Działanie
Urządzenie rejestruje zjawiska fluorescencji w gazie uprzednio wzbudzonym za pomocą promieniowania laserowego. Wynik pomiaru ciśnienia zależny jest od wartości sygnału fluorescencji. Urządzenie takie pozwala na określenie rozkładu ciśnień w obszarze badanym, np. przez fotograficzną rejestrację fluorescencji z badanego obszaru oraz obróbkę cyfrową uzyskanego fotogramu celem uzyskania danych ilościowych.
Zalety
- bezstykowość pomiarów
- możliwość otrzymania mapy ciśnień w badanym gazie z całego obszaru

Wady
- konieczność uwzględniania w wynikach pomiarów procesów zderzeniowych w gazie
- konieczność uwzględniania w wynikach pomiarów przesunięcia doplerowskiego

## Możliwości
Urządzenie może zarejestrować ciśnienie odpowiadające 100 atomom w 1 cm³ (1989).

## Zastosowanie
Ciśnieniomierz laserowy znalazł zastosowanie w pracy przy gazach o dużej niejednorodności i turbulencji, w szczególności w aerodynamice i aeroakustyce, oraz w badaniach mechanizmów turbulencji i struktury ośrodków silnie zaburzonych.